# Джой Пейдж
Джой Церетт Пейдж (9 листопада 1924 — 18 квітня 2008) — американська акторка, найбільш відома за роллю болгарської біженки Анніни Брендель у фільмі Касабланка (1942).

## Життя
Донька мексикано-американської зірки німого кіно Дона Альварадо (за народження Хосе Пейдж) та Енн Бояр (1908—1990) — доньки російських єврейських іммігрантів. Батьки розлучилися, коли Джой було 8 років.
У 1936 році її мати одружилася з Джеком Ворнером, який очолював згодом студію Ворнер Бразерс. Ворнер, однак, не заохочував свою падчерку до акторства. Джой Пейдж, яка спочатку вважала, що сценарій у Касабланці був «старомодним» і «штампованим», отримала головну роль, хоча студія Warner неохоче затвердила її на роль. Їй тоді було 17, вона тільки-но закінчила середню школу.
Вітчим відмовився підписувати із Пейдж контракт, і вона ніколи не з'явилася в іншому фільмі Ворнер Бразерс. Вона продовжувала зніматися у ряді фільмів інших студій, як правило, підписуючись як Джоан Пейп, і виступала на телебаченні.
У 1945 році Пейдж одружилася з актором Вільямом Т. Орром. Він став виконавчим директором компанії Ворнер Бразерс, що призвело до звинувачень у кумівстві. У 1959 році Пейдж перестала зніматись у кіно, після того, як з'явилася в першому сезоні міні-серіалу Дісней «Болото Фокс» (The Swamp Fox) в 1959 році. Раніше в тому ж році, у своїй фінальній ролі, вона втілила Прірі Квілл — індійську Сіу та матір Білого Була, яку зіграв Сел Мінео в Тонці.
Пейдж розлучилася з Орром у 1970 році. Їх син, Григорій Орр став письменником і продюсером.[джерело?]
Джой Пейдж померла 18 квітня 2008 року, від ускладнень, викликаних інсультом та пневмонією.

## Фільмографія
- Касабланка (1942), Аніна Брандель
- Кісмет (1944), Марсіна
- Людина-людожерів Кумаона (1948), Лалі
- Тореадор і леді (1950), Аніта де ла Вега
- Завоювання Кошиза (1953), Консуело де Кордова
- Атака винищувача (1953) Ніна
- Сорокопуд (Шрайк) (1955), Шарлотта Мур
- Тонка (1958), Тонка Прайрі